# 青山季可
青山 季可（あおやま きか、1982年9月15日  - ）は、日本のバレリーナである。牧阿佐美バレヱ団プリンシパル。大阪府吹田市出身。身長164センチメートル。

## 略歴
3歳の時に川上恵子バレエ研究所でバレエを始め、その後AMスチューデンツ（18期）、橘バレエ学校、日本ジュニアバレエで学ぶ。
早くからその才能を開花させ、国内最大の東京新聞全国舞踊コンクール第二部（8～13歳）において、初出場の8歳の時に入賞第2位、9歳の時に第3位、10歳の時には第1位となり、文部大臣奨励賞を同時受賞する。青山が次のステップであるジュニア部に出場できるのは4年も後のことであり、年齢をはるかに越えたハイレベルな踊りは「天才的」と称賛された。
牧阿佐美バレヱ団公演において、9歳から5年間『くるみ割り人形』のクララ役をつとめ、11歳で『ドン・キホーテ』にキューピット役で出演。また同時期に、スコティッシュ・バレエ団、ボリショイ・バレエ団、ハンブルク・バレエ団の来日公演にも出演した。
1996年、中学2年生の春に、師である牧阿佐美の薦めで、英国ロイヤル・バレエスクールへ留学。同校を卒業後、ドイツのジョン・ノイマイヤー・ハンブルクバレエスクールに留学し、卒業。帰国後の2001年、牧阿佐美バレヱ団に入団。
2006年、『白鳥の湖』で主演デビュー。以降、同バレエ団のプリンシパルとして活躍し、2011年には全公演の主役をつとめた。

## 出演

### 牧阿佐美バレヱ団公演
- 『白鳥の湖』オデット姫／オディール
- 『眠れる森の美女』オーロラ姫
- 『くるみ割り人形』金平糖の精
- 『ドン・キホーテ』キトリ
- 『ジゼル』ジゼル
- 『ライモンダ』ライモンダ
- 『ラ・シルフィード』シルフ
- 『ロメオとジュリエット』ジュリエット
- フレデリック・アシュトン『リーズの結婚 〜ラ・フィーユ・マル・ガルデ〜』リーズ
- 『三銃士』 コンスタンス

など多数主演

### その他
- NHKバレエの饗宴（NHK・2012年）
- グラナダ国際舞踊音楽祭（2014年)

### テレビ
- バレエ誕生（テレビ東京・1994年）
- ワーズワースの冒険（フジテレビ・1995年）

## 受賞歴
- 東京新聞全国舞踊コンクール　バレエ第二部　第1位・文部大臣奨励賞（1993年）
- 第4回スワン新人賞（2007年）
- 東京新聞中川鋭之助賞（2012年）
- 第32回服部智恵子賞(2016年)
- 第53回舞踊批評家協会賞(2023年)